# روبرت هنري فرازير
روبرت هنري فرازير (بالإنجليزية: Robert Henry Fraser)‏ هو فنان زجاج ‏ نيوزيلندي، ولد في 10 ديسمبر 1869، وتوفي في 30 مايو 1947.